# Gigi (anime)
Gigi (jap. ダッシュ勝平 Dashu Kappei; wł. Gigi la trottola) – manga autorstwa Noboru Rokudy oraz powstały na jej podstawie serial animowany wyprodukowany w latach 1981–1982 przez Tatsunoko Production.

## Fabuła
Serial anime opowiada o małym chłopcu imieniem Gigi. Znany z tego, że uwielbia zaglądać kobietom pod spódnice oraz z niewybrednych komentarzy. Przez to wpakowuje się w kłopoty. Zakochuje się w Annie, która jest fanką koszykówki. Aby zabiegać o jej względy wstępuję do drużyny koszykarzy. Gigi jest bardzo niski i słaby fizycznie, często jest dominowany przez silniejsze postaci, które nie szczędzą mu docinków. Cechuje się jednak wielką pewnością siebie, której nikt nie potrafi zdusić. Wkrótce staje się gwiazdą zespołu. Prócz tego próbuje sił w innych sportach (pływanie, tenis stołowy).

## Bohaterowie
- Gigi Sullivan (oryg. Kappei Sakamoto, znany także jako Gigi Kuleczka) – główny bohater anime. Mimo swojego niewielkiego wzrostu pragnie zostać mistrzem wszystkich sportów świata. Usiłuje zdobyć miłość Anny, rywalizując z psem Salomonem. Ma wielką słabość do białych dziewczęcych majteczek.
- Anna (oryg. Akane Kai) – ukochana Gigiego. Jest młodą i ciepłą dziewczyną. To ona zaproponowała mu, żeby zamieszkał z nią w domu jej rodziców.
- Panna Gloria Hill (oryg. Kaori Natsu) – nauczycielka z liceum Serin do którego uczęszczali Gigi, jego koledzy z drużyny koszykarskiej oraz Anna. Jest także trenerką koszykówki. Mimo pełnionej funkcji traktuje swoich podopiecznych jak dobrych znajomych, a niektórych jak kolegów.
- Salomon (oryg. Seiichirō) – pies mieszkający w domu Anny. Jest wielkim rywalem Gigiego, który walczy o uczucie Anny. Potrafi mówić ludzkim głosem oraz chodzić na dwóch łapach. Często marzy o ślubie ze swoją panią.

## Wersja oryginalna
- Mayumi Tanaka – Kappei
- Mizuho Tsushima – Akane
- Chika Sakamoto – Kaori
- Tōru Ōhira – Seiichirō
- Kazuhiko Inoue – Tachibana

Opening Mitai mono mitai oraz ending Seishun dash śpiewała Kiki

## Wersja włoska
- Stefano Onofri – Gigi
- Francesca Rossiello – Anna
- Michela Pavia – Gloria
- Renato Montanari – Salomon
- Marco Joannuci – Thomas
- Claudio Tionfi – Andrew

Piosenkę Gigi la trottola śpiewał zespół I Cavalieri del Re

## Wersja polska
W Polsce serial emitowany na kanale Polonia 1 z włoskim dubbingiem i polskim lektorem.
- Wersja polska: Studio Opracowań Dźwiękowych w Łodzi
- Czytał: Jarosław Pilarski.

## Spis odcinków
| Nr | Polski tytuł               | Włoski tytuł                  |
| -- | -------------------------- | ----------------------------- |
|    |                            |                               |
| 1  | Gwiazda koszykówki         | La stella del basket          |
|    |                            |                               |
| 2  | Anna                       | La signorina Anna             |
|    |                            |                               |
| 3  | Gigi i Salomon             | Gigi e Salomone               |
|    |                            |                               |
| 4  | Sposób na zwycięstwo       | Un sistema per vincere        |
|    |                            |                               |
| 5  | Gigi jest najsilniejszy    | Gigi sei il più forte         |
|    |                            |                               |
| 6  | Powietrzna koszykówka      | Giochi nell'aria              |
|    |                            |                               |
| 7  | Jak zdobyć serce ukochanej | Come conquistare il tuo amore |
|    |                            |                               |
| 8  | Maraton                    | La maratona                   |
|    |                            |                               |
| 9  | Tajemnica Shelley          | Il segreto di Shelley         |
|    |                            |                               |
| 10 | Rywal                      | Il rivale                     |
|    |                            |                               |
| 11 | Egzaminy                   | Gli esami                     |
|    |                            |                               |
| 12 | Zabójczy cios Alana        | Il colpo micidiale di Alan    |
|    |                            |                               |
| 13 | Staruszka                  | La vecchia signora            |
|    |                            |                               |
| 14 | Super strzał               | Il super tiro                 |
|    |                            |                               |
| 15 | Wielkie wyzwanie           | La grande sfida               |
|    |                            |                               |
| 16 | Porwanie                   | Il rapimento                  |
|    |                            |                               |
| 17 | Drużyna dziewcząt          | La squadra femminile          |
|    |                            |                               |
| 18 | Gigi Gwiazdorem            | Gigi la star                  |
|    |                            |                               |
| 19 | Kuracja odchudzająca       | Dieta dimagrante              |
|    |                            |                               |
| 20 | Żart                       | Lo scherzo                    |
|    |                            |                               |
| 21 | Powietrzny wyścig          | La gara volante               |
|    |                            |                               |
| 22 | Babunia                    | I nonni di Gigi               |
|    |                            |                               |
| 23 | Rodzice Gigi               | I genitori di Gigi            |
|    |                            |                               |
| 24 | Zemsta Salomona            | La vendetta di Salomone       |
|    |                            |                               |
| 25 | Gigi jest smutny           | Gigi é triste                 |
|    |                            |                               |
| 26 | Ważny mecz                 | Una partita importante        |
|    |                            |                               |
| 27 | Dziwny mecz                | Un campionato magico          |
|    |                            |                               |
| 28 | Lekcja gimnastyki          | Lezioni di ginnastica         |
|    |                            |                               |
| 29 | Partia Golfa               | Partita di golf               |
|    |                            |                               |
| 30 | Hokej na lodzie            | Hockey su ghiaccio            |
|    |                            |                               |
| 31 | Potęga miłości             | Febbre d'amore                |
|    |                            |                               |
| 32 | Gigi Kopciuszek            | Una favola per Gigi           |
|    |                            |                               |
| 33 | Klub pingpongowy           | Il club di ping-pong          |
|    |                            |                               |
| 34 | Susan kontra Gigi          | Susan contro Gigi             |
|    |                            |                               |
| 35 | Gburowaty Prescott         | Il rude Prescott              |
|    |                            |                               |
| 36 | Anna w klubie pingpongowym | Anna al club                  |
|    |                            |                               |
| 37 | Gigi kontratakuje          | Gigi al contrattacco          |
|    |                            |                               |
| 38 | Gigi kontra Prescott       | Gigi contro Prescott          |
|    |                            |                               |
| 39 | Bracia Adamsowie           | I fratelli Adams              |
|    |                            |                               |
| 40 | Wyzwanie Anny              | La sfida di Anna              |
|    |                            |                               |
| 41 | Elektryczny Człowiek       | L'uomo elettrico              |
|    |                            |                               |
| 42 | Goryl                      | Il gorilla                    |
|    |                            |                               |
| 43 | Joe Crocker                | Joe Crocker                   |
|    |                            |                               |
| 44 | Antyczny skarb             | L'antico tesoro               |
|    |                            |                               |
| 45 | Gigantyczny Niedźwiedź     | L'orso gigante                |
|    |                            |                               |
| 46 | Przygoda w Nowym Jorku     | Avventura a New York          |
|    |                            |                               |
| 47 | Wyprawa kosmiczna          | Missione spaziale             |
|    |                            |                               |
| 48 | Gigi wraca do domu         | Gigi torna a casa             |
|    |                            |                               |
| 49 | Szkoła sumo                | Scuola di Sumo                |
|    |                            |                               |
| 50 | Egzamin poprawkowy         | L'esame di recupero           |
|    |                            |                               |
| 51 | Klub szermierczy           | Club di scherma               |
|    |                            |                               |
| 52 | Tajny trening              | Allenamenti segreti           |
|    |                            |                               |
| 53 | Pojedynek z Carlosem       | Carlos il rivale              |
|    |                            |                               |
| 54 | Kto zwycięży?              | Chi vincerà?                  |
|    |                            |                               |
| 55 | Porażka Carlosa            | La fine di Carlos             |
|    |                            |                               |
| 56 | Wilkołak                   | L'uomo lupo                   |
|    |                            |                               |
| 57 | Przerażający czarownik     | Il terribile mago             |
|    |                            |                               |
| 58 | Gigi kontra robot          | Gigi contro il robot          |
|    |                            |                               |
| 59 | Zrujnowana szkoła          | La scuola distrutta           |
|    |                            |                               |
| 60 | Rekin                      | Lo squalo                     |
|    |                            |                               |
| 61 | Wyścigi supermanów         | Gara dei superman             |
|    |                            |                               |
| 62 | Zwycięzca                  | Il supervincitore             |
|    |                            |                               |
| 63 | Do ostatniego tchu         | Fino all'ultimo respiro       |
|    |                            |                               |
| 64 | Zakochani                  | Gli innamorati                |
|    |                            |                               |
| 65 | Ostatni akt                | Ultimo atto                   |
|    |                            |                               |